# Succinate
| Succinate (Beispiele)                                        |
| ------------------------------------------------------------ |
| Anion der Bernsteinsäure                                     |
| Dinatriumsalz der Bernsteinsäure                             |
| Mononatriumsalz der Bernsteinsäure (Natriumhydrogensuccinat) |

Unter dem Begriff Succinate (von lateinisch: succinum - Bernstein) werden die Salze der Bernsteinsäure (HOOC–CH2CH2–COOH) verstanden. Das Stoffwechselintermediat Bernsteinsäure liegt in allen Lebewesen als Succinat-Anion vor.
Die allgemeine Formel der Succinate lautet R1OOC–C2H4–COOR2; hierbei können R1 und R2 für Metallionen (wie z. B. Na+, K+, Ca2+, Fe2+) stehen. Ist nur eines der beiden Carboxy-H-Atome substituiert, spricht man von Hydrogensuccinaten.
Verwandt sind auch die per Ringschluss mit einem primären Amin (siehe Imide) entstehenden Succinimide, z. B. Succinimid oder der Kunststoff Polysuccinimid.

## Verwendung
Einige Arzneistoffe (z. B. Solifenacin) werden als Bernsteinsäuresalze therapeutisch eingesetzt.
Calcium-, Kalium- und Magnesiumsuccinat werden als Kochsalzersatz verwendet.